# Kool 107.3 FM
KooL 103.7 FM ist ein Radiosender aus Victoria, British Columbia, Kanada. Der Sender sendet vorwiegend Adult Contemporary und gehört zur Bell Media Gruppe.
Der Sender erhielt seine Sendegenehmigung im Oktober 1999. Der offizielle Sendestart war im Jahr 2000 unter dem Callsign CFEX und wurde von Seacoast Communication betrieben. Anfangs wurde Alternative Rock gesendet. Im Jahr 2002 wurde das Sendeformat zu Adult Hits gewechselt.  
2004 wurden die Sender CHBE und CFAX von CHUM Ltd. übernommen. Am 26. Dezember 2006 wurde das Sendeformat auf hot AC geändert. 